# Татарстан (авіакомпанія)
«Татарстан» (тат. Татарстан Һава Юллары) — колишня російська авіакомпанія, національний авіаперевізник Республіки Татарстан. Штаб-квартира розташовувалася в Казані. Базовий аеропорт авіакомпанії — Казань. Повне найменування — ОАО «Авіакомпанія „Татарстан“». Діяла до 2013 року.

## Історія
Створена в 1999 році на базі колишніх казанського (перетворений в акціонерне товариство в 1993 році) і нижньокамського авіазагонів «Аерофлоту» (з'явилися в 1950-х), а також нижньокамського аеропорту Бегішево. Базовими аеропортами є Казань і Бегішево.

У 2008 році в авіакомпанії відбулися ряд змін. Аеропорт Бегішево був виведений зі складу авіакомпанії і став самостійною організацією. Змінилося керівництво авіакомпанії, генеральним директором був призначений Хайруллін Р. Р. З парку авіакомпанії були виведені Іл-86. Почалося надходження в парк авіакомпанії Boeing-737.
У 2008 році «стратегічним інвестором» стала болгарська компанія «Хімімпорт», яка викупила половину акцій аеропорту «Казань» і авіакомпанії «Татарстан»
На початку 2009 на посаду гендиректора призначений Валерій Портнов.
У грудні 2010 року генеральним директором призначений Руслан Шакіров.
29 червня 2011 року рішенням річних зборів акціонерів зі складу ради директорів були виведені всі представники Булгарія Авейшен Груп.
У грудні 2011 року новим генеральним директором призначено Аксан Гініятуллін.
На початку 2012 року уряд Татарстану відмовилося від співпраці з болгарським холдингом «Хімімпорт» в області авіаперевезень і ухвалив рішення передати авіакомпанії «Татарстан» у власність ВАТ "Холдингова компанія «Ак барс».
З 31 грудня 2013 року сертифікат експлуатанта авіакомпанії «Татарстан» анульовано. У зв'язку з авіакатастрофою літака Boeing-737 в Казані Росавіація початку позапланові перевірки. В ході перевірок Росавіацією були виявлені факти недотримання авіакомпанією сертифікаційних вимог, діючих в цивільній авіації РФ, порушень встановлених норм нальоту робочого часу і часу відпочинку льотних екіпажів, порядок підтримання кваліфікації екіпажів.
30 квітня 2014 року авіакомпанія Татарстан подала позовну заяву в суд про визнання власного банкрутства, яке було ухвалене судом 5 травня 2014 р. 2 червня була введена процедура спостереження. За станом на 31 березня 2014 року кредиторська заборгованість авіакомпанії склала 3,5 млрд рублів. Дебіторська заборгованість становила 400 млн руб., з них реальними до стягнення тільки 80 млн крб.

## Флот

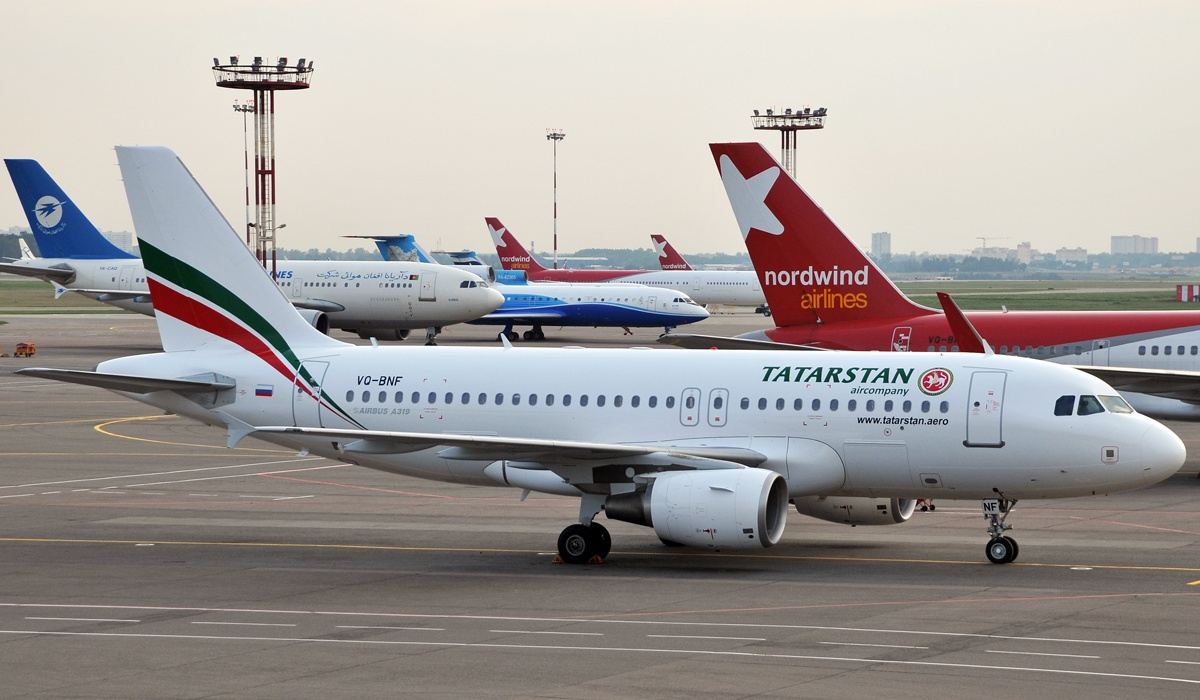
Airbus A319 авіакомпанії «Татарстан»

У зв'язку з відкликанням у авіакомпанії сертифіката експлуатанта, всі літаки, крім Boeing 737-400, і Airbus передані в авіакомпанію «Ак Барс Аеро». Boeing 737-400 VQ-BDB повернутий лізингодавцю.

## Діяльність
За 2011 рік авіакомпанія здійснила 6 786 рейсів загальною тривалістю 16 239 годин, кількість перевезених пасажирів — 592,9 тис. (у 2010 — 603,3 тис.). На міжнародних рейсах авіакомпанія перевезла 327,4 тис. осіб, що на рейсах по Росії — 265,4 тисяч пасажирів (у 2010 р. — 346,2 тис. і 257,1 тис. відповідно).
Виручка компанії в 2007 — 3,878 млрд руб. (зростання на 54,6 %), чистий збиток — 252,987 млн руб. (проти 4,859 млн руб. чистого прибутку в 2006 році).

### Бортове видання
Авіакомпанія «Татарстан» спільно з «Ак Барс Аеро» і Міжнародним аеропортом «Казань» поширювала на рейсах авіакомпанії «Татарстан» і «Ак Барс Аеро», а також на власних стійках в терміналах вильоту аеропорту «Казань» і у касах «AVT» повнокольоровий журнал «АвиаРевю».

### Кодшерінгові угоди
Авіакомпанія «Татарстан» укладала кодшерінгові угоди з наступними перевізниками:
- іАк Барс Аеро
- Czech Airlines (SkyTeam)
- Turkish Airlines (Star Alliance)

## Маршрутна мережа
Авіакомпанія здійснювала регулярні перевезення у Москву, Санкт-Петербург, Баку, Душанбе, Єреван, Ташкент, Худжанд, Стамбул. У літній період 2009 року відкрилися регулярні рейси Анапи, Сочі, Краснодар, Прага, Нижньовартовськ, Мінеральні Води, Уфи і інших міст. Чартерні перевезення здійснювалися з Росії (Сочі, Анапа, Ноябрьск, Красноярськ, Надім), країни Азії (Туреччина, Єгипет, ОАЕ) і Європи (Іспанія, Італія, Греція, Кіпр).
Влітку 2011 року відкрито регулярний рейс Казань — Варна — Казань.
Влітку 2012 року відкрито регулярний рейс Казань — Бургас — Казань.
У 2013 році запущена програма регіональних перевезень по Поволжському федеральному округу.
У 2009 відкритий рейс Казань — Тель-Авів — Казань.
У 2010 відкрито новий рейс Казань — Прага — Казань.
У вересні 2011 року авіакомпанія відкриває ще один регулярний міжнародний рейс Прага — Перм — Прага.

## Авіаційні події
17 листопада 2013 року о 19:26 при посадці в Казанському аеропорту Boeing 737-500 VQ-BBN зазнав аварії. Всі 50 осіб (з них 6 осіб екіпажу), що перебували на борту, загинули. За результатами перевірки, проведеної після цієї катастрофи, «Росавіацією» було ухвалено рішення анулювати сертифікат експлуатанта компанії.